# Christmas (Florida)
Christmas es un lugar designado por el censo ubicado en el condado de Orange en el estado estadounidense de Florida. En el Censo de 2010 tenía una población de 1.146 habitantes y una densidad poblacional de 128,89 personas por km².

## Geografía
Christmas se encuentra ubicado en las coordenadas 28°31′21″N 80°59′53″O / 28.52250, -80.99806. Según la Oficina del Censo de los Estados Unidos, Christmas tiene una superficie total de 8.89 km², de la cual 8.89 km² corresponden a tierra firme y (0%) 0 km² es agua.

## Demografía
Según el censo de 2010, había 1.146 personas residiendo en Christmas. La densidad de población era de 128,89 hab./km². De los 1.146 habitantes, Christmas estaba compuesto por el 95.72% blancos, el 0.96% eran afroamericanos, el 0.35% eran amerindios, el 0.35% eran asiáticos, el 0.09% eran isleños del Pacífico, el 1.05% eran de otras razas y el 1.48% pertenecían a dos o más razas. Del total de la población el 5.76% eran hispanos o latinos de cualquier raza.